# Esercito

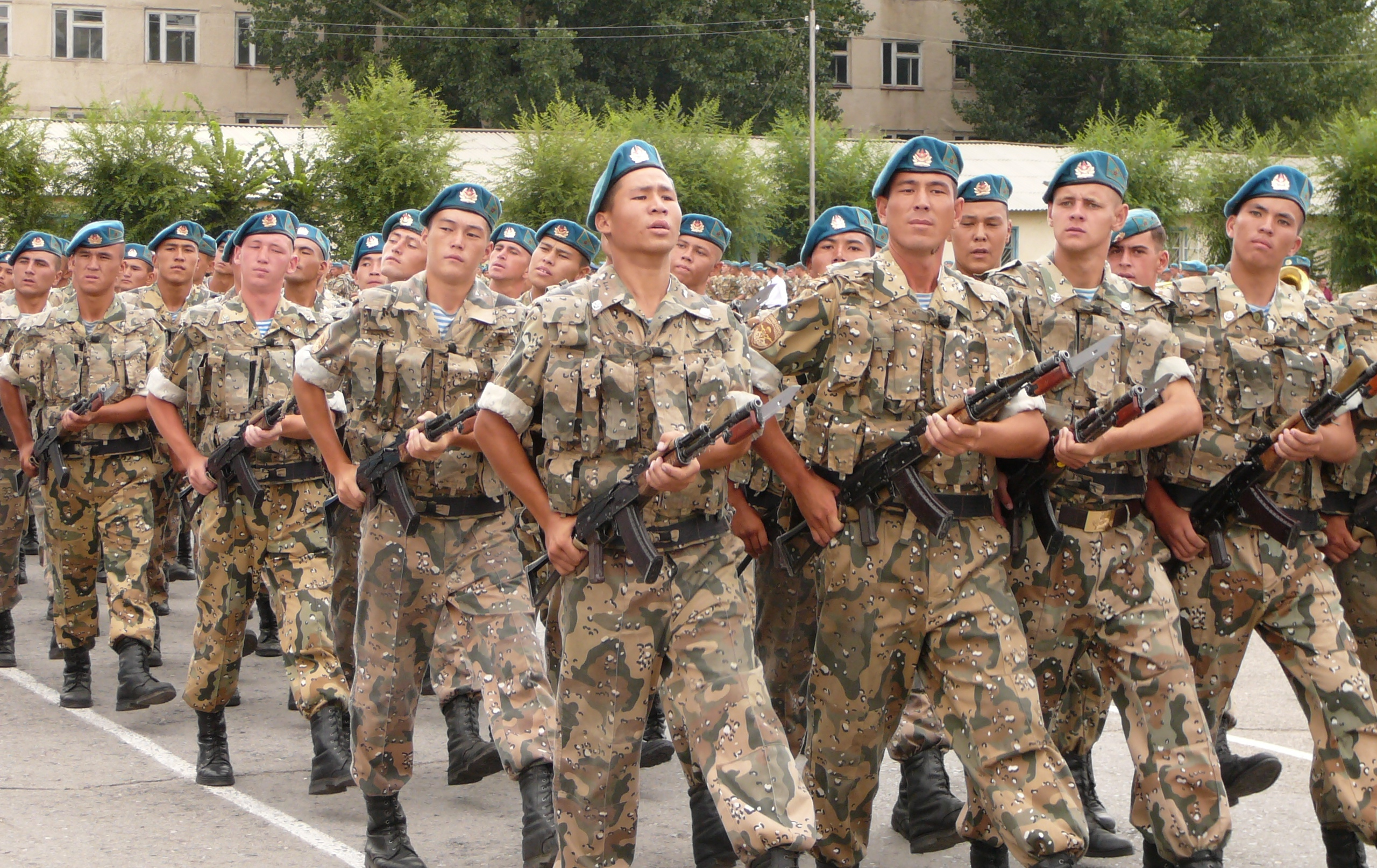
Soldati dell'esercito kazako durante una parata

L'esercito (dal latino exercitus, "esercizio", in seguito "esercizio militare") è una forza armata creata da uno Stato o da un'organizzazione per svolgere compiti militari principalmente terrestri.

## Storia
Gli eserciti delle monarchie e degli imperi dell'antico Oriente (IV millennio - VI secolo a.C.) in genere erano costituiti da una parte scelta, permanente, legata da vincoli etnici o di altra appartenenza, e da una parte raccogliticcia, composta dalle masse dei popoli vinti e assoggettati. Nell'età micenea (secc. XV-XII a.C.) gli eserciti della Grecia avevano carattere gentilizio. Solo i sovrani e i loro compagni disponevano dei carri e delle costose armature in metallo, e il loro combattimento spesso risolveva la battaglia; la massa degli altri soldati, armata alla meglio, aveva un ruolo marginale.
Nei secoli successivi, lo sviluppo delle condizioni economiche e il perfezionamento della metallurgia consentirono a un numero sempre maggiore di cittadini di disporre delle armi pesanti; gli eserciti nobiliari vennero sostituiti da nuovi ordinamenti, nei quali gli opliti (fanti con armatura pesante) costituivano la forza principale. Raggruppati a massa, essi componevano la falange, tipica formazione dell'età greca classica, la cui comparsa segnò la decadenza della cavalleria. A Sparta l'esercito era costituito da un nucleo permanente, formato dagli spartiati o eguali (cittadini con pieni diritti civili), i quali, sottoposti a una rigida disciplina fin dall'infanzia, erano obbligati al servizio militare dai 20 ai 60 anni; prestavano servizio nell'esercito anche i perieci (cittadini liberi senza diritti civili) e, in caso di bisogno, gli iloti (schiavi). L'esercito degli opliti spartani era suddiviso in 5 mórai (letteralmente, «divisioni»), che comprendevano da 400 a 900 uomini, a loro volta suddivise in lóchoi, pentecostie, enomotie (queste ultime composte da 15 o 32 o 36 uomini).
Ad Atene, dopo le riforme di Solone, tutti i cittadini, suddivisi in quattro classi a seconda del censo, avevano l'obbligo del servizio alle armi; le prime tre classi fornivano gli uomini per la cavalleria e la fanteria pesante, la quarta, a spese dello stato, quelli per la fanteria leggera. Dopo le riforme di Clistene, ognuna delle 10 tribù territoriali era tenuta a fornire una schiera contingentale di cavalieri. Ogni cittadino era obbligato al servizio militare dai 18 ai 60 anni di età. L'esercito era comandato dapprima da un arconte polemarco e, in epoca classica, dagli strateghi. I corpi forniti dalle tribù territoriali erano agli ordini di un tassiarco, che veniva eletto e che a sua volta nominava i lochagoí, capitani di singole compagnie di 100 uomini. La cavalleria era raggruppata in 2 contingenti, ciascuno fornito da 5 tribù e comandato da un ipparco; il suo impiego si ebbe soprattutto dopo la guerra del Peloponneso (431-404 a.C.); si diffuse inoltre l'impiego di mercenari, che integravano le unità permanenti «nazionali».
Al tempo di Filippo II di Macedonia e di Alessandro Magno (IV secolo a.C.), l'esercito comprendeva la cavalleria pesante dei nobili «compagni del re» (eteri), la cavalleria leggera (peoni), la fanteria pesante (pezeteri) ordinata in compatte falangi armate di lunghe lance (sarisse), la fanteria leggera e altri corpi tra loro organicamente integrati (come gli arcieri). Nonché macchine da guerra. L'esercito macedone fu la più complessa macchina militare fino ad allora costituita. I reparti erano inquadrati da un vero e proprio corpo di ufficiali, istruiti e preparati da apposite scuole (somatofilachie). Sul piano tattico, Alessandro riuscì a sfruttare appieno questo complesso strumento militare, puntando sulla forza d'urto del cavalleria pesante, attaccando con la fanteria in ordine obliquo (tattica peraltro già impiegata da Epaminonda) e sfruttando poi a fondo ogni successo con inseguimento senza respiro.

## Caratteristiche generali
Ci sono, e ci sono stati, molti tipi diversi di esercito in tempi e in luoghi diversi, in tutti però si possono ritrovare alcune costanti fondamentali:
1. La struttura gerarchica, piramidale: la massa delle truppe è divisa in unità e in sottounità, con un comandante che comanda ciascuna unità e i comandanti delle unità componenti la sua, fino ad un comandante in capo di tutto l'esercito.
2. La disciplina e l'obbedienza agli ordini come valori fondamentali.

Salvo casi particolari, le operazioni dell'esercito hanno luogo sulla terraferma: le operazioni sul mare e nel cielo vengono delegate alle altre forze armate, la marina militare e l'aeronautica militare, coordinando le azioni delle tre strutture (cooperazione interforze). Questa divisione non è netta: ognuna di queste tre forze ha, solitamente, unità minori in grado di svolgere limitate operazioni al di fuori del suo campo d'azione principale. Per esempio la marina militare ha spesso delle unità di fanteria (come i marines,in italia detti "marò"), l'esercito ha in genere delle unità di aviazione leggera e l'aeronautica,non in tutti gli stati, ha delle unità di terra(paracadutisti)

## Tipologia

### Esercito professionale
Gli eserciti professionali si sono sviluppati - come quelli di leva - durante tutto l'arco della storia, in particolare tra la fine del XX secolo e l'inizio del XXI secolo. A seconda del tipo di società e di civiltà, il servizio militare era svolto o soltanto da alcuni cittadini (caste guerriere) o da tutti i cittadini, che prestavano servizio militare per un tempo ben definito. A seconda del censo e/o delle possibilità economiche, e quindi delle armi che potevano procurarsi, i soldati venivano suddivisi nelle varie armi, fanti leggeri o pesanti, arcieri, frombolieri o cavalieri: quest'ultima arma era destinata ai più ricchi, che potevano permettersi di comprare e mantenere un cavallo. L'esercito per eccellenza considerato ancora oggi il più potente è la legione romana, seguito dalla falange macedone.

### Esercito nobiliare
Era costituito soprattutto dai nobili e i loro figli, che in genere combattono a cavallo (essendo gli unici a poterselo permettere), ed era molto diffuso durante l'età feudale. Gli aristocratici erano generalmente accompagnati da fanteria reclutata fra i servi della gleba del feudo, truppe raccogliticce e poco motivate. La cavalleria assume ora un ruolo di primo piano, componendosi di cavalieri con armature in ferro, indossate spesso anche dai cavalli. Le nuove formazioni di cavalleria pesante si dimostrano di una potenza devastante, molto superiori alle formazioni di fanteria dell'epoca: per tutto il medioevo e ancora per buona parte dell'evo moderno fin quasi alla rivoluzione francese, l'esito delle battaglie fu deciso dalle cariche delle unità di cavalleria.

### Esercito di leva
Questo tipo di forza armata è stato il più utilizzato e conosciuto nella storia; sviluppati gradualmente con l'affermazione degli Stati nazionali, tramite l'istituto della coscrizione. Caratteristiche erano il non eccellente equipaggiamento materiale, talvolta poco e/o male addestrato, male equipaggiato ma estremamente numeroso e continuamente rinforzato da nuovi effettivi.

## Struttura degli eserciti moderni
Esistono molti compiti da svolgere in un combattimento moderno: ed inoltre, per la sua stessa estensione un esercito pone dei problemi logistici e gestionali di tutto rispetto, tanto che lo studio dei problemi organizzativi dell'esercito americano durante la seconda guerra mondiale diede vita ad una scienza interamente nuova, la ricerca operativa.
Un esercito è tipicamente organizzato in "armi", cioè in branche di combattenti addetti a diverse classi di armamento, e di diversi tipi di "corpi", cioè di addetti a mansioni logistiche, organizzative e di supporto ai combattenti.

### Armi
L'arma più antica, e la pietra angolare di ogni esercito, è la fanteria, composta da soldati con armi e artiglieria leggere (fucili mitragliatori e mortai): segue la cavalleria, che oggigiorno ha abbandonato i cavalli a favore dei carri armati, l'artiglieria per il supporto al combattimento delle due forze precedenti con cannoni e obici. Oltre a queste forze strettamente impegnate nel combattimento, ci sono il genio per costruire ponti e strade di fortuna, togliere reticolati e campi minati, demolire strutture eccetera, le trasmissioni che si occupa del cosiddetto C3I, cioè le funzioni di Comunicazione, Comando, Controllo e Informazione, vitali per un esercito moderno. Ultima viene l'arma dei trasporti e materiali, che fornisce la logistica con mezzi e materiali per lo spostamento o il dispiegamento delle unità e, infine, l'aviazione che offre supporto alle unità terra, durante le operazioni di pattugliamento o rastrellamento: supporto tattico, supporto di fuoco o anche di artiglieria aerea.

### Corpi
Gli aspetti burocratici della macchina militare sono curati dal Corpo di Commissariato dell'Esercito (il 19 novembre si festeggia l'anniversario della costituzione dell'Intendenza dell'Armata Sarda 1796), mentre il Corpo sanitario dell'Esercito Italiano, che comprende anche eventuali sezioni veterinarie, si occupa delle strutture mediche e delle misure sanitarie. Il Corpo degli ingegneri dell'Esercito invece è deputato a sperimentare e mettere alla prova procedure, armi ed equipaggiamenti allo scopo di trovare carenze e proporre rimedi e nuove soluzioni ad esse, nonché di modificare le procedure inadatte o inefficaci.

### Gerarchia, unità e gradi militari
Gli uomini e i mezzi di qualunque esercito sono suddivisi in unità, comandate da un ufficiale che ne è il comandante e ne ha la responsabilità; a sua volta ogni unità è divisa in più sottounità comandate da ufficiali di grado via via inferiore.
Nelle varie unità, a seconda della grandezza e dello scopo, si possono ritrovare sottounità appartenenti ad armi e corpi diversi (fanteria, artiglieria ecc.): più una unità è grande e più armi e corpi diversi saranno presenti al suo interno, rendendola sempre più versatile ed autonoma. Al livello più alto, la divisione è l'unità che contiene sottounità di tutte le armi e di tutti i corpi ed è perciò completamente autonoma sia per il combattimento che per l'amministrazione e la logistica. La divisione è perciò, organizzativamente, la misura di un esercito completo: cioè il numero di effettivi (soldati, ufficiali ecc.) di una divisione segna la dimensione minima al di sotto della quale, in linea di principio, un esercito non può ridursi senza dover rinunciare a qualche funzione.

### Suddivisione delle unità e i loro comandanti
Vediamo ora le varie unità e i gradi dei loro comandanti. La composizione esatta delle unità è molto variabile a seconda del tipo di unità, dell'esercito considerato e del periodo storico: quindi i dati forniti qui sotto sono, per forza di cose, solo indicativi.
- Gruppo d'armate
- Armata (generale d'armata)
- Corpo d'armata (generale di corpo d'armata): 50.000-100.000 uomini, due o più divisioni.
- Divisione (generale di divisione): 8.000-15.000 uomini, due o più brigate o reggimenti (generalmente tre brigate pluriarma, per gli eserciti occidentali, in altri casi possono esservi tre reggimenti monoarma).
- Brigata (generale di brigata): 3.000-8.000 uomini, unità pluriarma con due o più reggimenti o battaglioni di specialità anche diverse.
- Reggimento (colonnello): circa 1.500 uomini, unità monoarma con due o più battaglioni (in alcuni eserciti, quali l'italiano ed il francese, il reggimento può essere costituito da più compagnie oppure una compagnia comando ed un battaglione. Alcune unità particolari fanno eccezione, ad esempio alcuni rgt trasmissioni hanno più battaglioni, come pure taluni reggimenti logistici.
- Battaglione (tenente colonnello o maggiore): da 300 a 1200 uomini, due o più compagnie (in alcuni eserciti, quali l'italiano ed il francese, il reggimento ha sostituito il battaglione assumendone i connotati e le dimensioni).
- Compagnia (capitano o tenente): 100-150 uomini, tre o più plotoni. È affiancato da un Aiutante di compagnia (1º maresciallo o Luogotenente) che esplica le funzion di sottufficiale di compagnia.
- Plotone (sergente maggiore, maresciallo maresciallo ordinario maresciallo capo o tenente): da 20 a 50 soldati, tre o più squadre.
- Squadra (sergente): da 5 a 13 soldati.

Inoltre, e questo vale soprattutto per le unità più grandi, alle sottounità componenti possono essere aggiunte sottounità di livello gerarchico più basso, ma allo stesso livello delle sottounità maggiori: una divisione può avere, al primo livello di sottounità, sia le brigate che una compagnia del corpo sanitario e una di polizia militare, per esempio.